# PEN Club Internacional
El PEN Club Internacional es una asociación mundial de escritores, fundada en Londres, Inglaterra, en 1921 para promover la amistad y cooperación intelectual entre poetas, ensayistas y novelistas (de allí el acrónimo "PEN", originalmente) de todo el mundo. Hoy en día, con más de 25 000 socios, incluye a todo tipo de personas dedicadas a las letras: escritores, periodistas, historiadores, traductores e incluso blogueros. La asociación cuenta con 149 centros PEN International independientes, distribuidos en más de 100 países.
Entre sus objetivos se encuentran: enfatizar el rol de la literatura en el desarrollo del entendimiento mutuo y la cultura mundial, luchar por la libertad de expresión y actuar como una voz potente en nombre de los escritores asediados, encarcelados o asesinados por sus posturas. PEN Internacional es la más antigua organización de defensa de los derechos humanos y organización literaria internacional.

## Historia
El 5 de octubre de 1921, la escritora, poeta y periodista británica Catherine Amy Dawson Scott, también conocida por el seudónimo de Sappho, creó en Londres el PEN Internacional. Unos días después, el 8 de octubre, tuvo lugar la reunión fundacional, en la que participaron cuarenta y cuatro escritores y periodistas; entre ellos se encontraban Joseph Conrad, George Bernard Shaw y H. G. Wells. El Premio Nobel John Galsworthy fue el primer presidente, ejerciendo como tal durante más de once años, hasta su muerte en enero de 1933.
La primera reunión del Comité Internacional del PEN se realizó el 22 de febrero de 1922 en la casa de Sappho. En poco tiempo, la organización se extendió por el resto de Europa y escritores de la talla de Anatole France, Paul Valéry, Thomas Mann, Benedetto Croce y Karel Čapek contribuyeron a fecundizar su legado. A través de los años, se fundaron Centros PEN en los cinco continentes y un amplio número de sus miembros han sido galardonados con el Premio Nobel de Literatura, el Premio Cervantes, el Príncipe de Asturias o han recibido otras distinciones nacionales e internacionales de máxima importancia. Entre sus presidentes podemos mencionar a H. G. Wells, Alberto Moravia, Heinrich Böll, Arthur Miller, Pierre Emmanuel, Jiri Grusa y, desde octubre de 2015, Jennifer Clement. Son presidentes eméritos Homero Aridjis, Ronald Harwood, György Konrád, John Ralston Saul y Per Wästberg.
En 1949, PEN Internacional adquiere estatus consultivo en la Naciones Unidas como «representantes de los escritores».
PEN Internacional ha dejado de ser un «club de escritores», como fue en sus comienzos, para pasar a ser una red de Centros PEN autárquicos involucrados políticamente en la defensa de la libertad de expresión y en promover la literatura. 

## Funciones
El principal objetivo del PEN Internacional es promover la cooperación intelectual y la tolerancia mutua entre los escritores para que, en esta medida, realcen el papel relevante de la literatura como transmisora de la memoria tangible e intangible de los pueblos y la defiendan ante las vicisitudes de la sociedad contemporánea.
Asimismo y dado el hecho de que estos fines implican una colaboración internacional que no puede darse sin la necesaria libertad de expresión, PEN lucha enérgicamente contra la censura política y trabaja con eficacia para defender los derechos de los creadores que caen víctimas de las torturas, de los encarcelamientos o de los asesinatos, propios de las tiranías y las dictaduras.
El PEN es una entidad plural, sin vinculación partidista alguna. Tiene estatus especial consultivo en Naciones Unidas (ONU) y estatus de asociado con la UNESCO. Su participación está abierta a todos los escritores que tengan obra publicada, sin distinción de clase, religión, nacionalidad, color de piel o género.

## Organización
Cada uno de sus centros es autónomo en la organización de aquellas actividades culturales e intelectuales que busquen propiciar el diálogo, el conocimiento y fortalecimiento de la identidad cultural y el encuentro a través del arte, de la literatura y del análisis de los hechos sociales y científicos. Realiza sus tareas dentro de su país de origen, organiza conferencias, talleres y seminarios nacionales y regionales, defiende a través de la literatura los espacios de convivencia social y mantiene estrechos vínculos con los demás centros a través de la sede central de la organización, ubicada en Londres.
La Asamblea de Delegados, órgano legislativo del PEN donde los respectivos centros se hallan representados mediante su presidente y su secretario general, se reúne anualmente con ocasión del Congreso Mundial, el cual tiene como sede diferentes ciudades del mundo. Durante estos congresos, se llevan a cabo talleres de trabajo, conferencias sobre bienes culturales, recitales y eventos que estimulan la labor intelectual, social y política de la organización y propician, sobre todo, un coloquio útil entre sus numerosos miembros.
Asimismo, en estos congresos celebran sus sesiones los cuatro comités que integran la organización:
- El Comité de Escritores Encarcelados: es uno de los más activos. Lleva a cabo innumerables acciones para defender los derechos de aquellos que hayan sido encarcelados o perseguidos injustamente por regímenes que violan la libertad de pensamiento, escritura y expresión.
- El Comité de Derechos Lingüísticos y de Traducción: defiende los derechos lingüísticos de las minorías y trabaja en la legislación sobre derechos de autor y de traducción a otras lenguas de las obras de sus miembros.
- El Comité de Escritoras: apoya la inserción de la mujer en el mundo de las letras y denuncia las violaciones de sus derechos, políticos, intelectuales y sociales.
- El Comité de la Paz: promueve, a través de seminarios y programas especializados, caminos para que los escritores sean conscientes de cómo el uso inadmisible, inoportuno o inexacto del lenguaje fomenta la violencia, enmascara prejuicios étnicos o genéricos y desata pasiones que propician conflictos internacionales o fratricidas.

## Comité de Escritores encarcelados
El Comité de Escritores encarcelados de PEN International trabaja en favor de los escritores perseguidos en todo el mundo. Fundada en 1960 en respuesta a los crecientes intentos de silenciar las voces de la disidencia encarcelando a los escritores, el Comité de Escritores en Prisión supervisa los casos de hasta 900 escritores al año que han sido encarcelados, torturados, amenazados, atacados, hechos desaparecer y asesinados por el ejercicio pacífico de su profesión. Publica una lista bianual de casos que documenta las violaciones de la libertad de expresión contra escritores de todo el mundo.
El comité también coordina las campañas de los miembros de PEN International que tienen como objetivo poner fin a estos ataques y a la supresión de la libertad de expresión en todo el mundo.
El Comité de Escritores en Prisión de PEN International es miembro fundador del Intercambio Internacional por la Libertad de Expresión (IFEX), una red mundial de 90 organizaciones no gubernamentales que vigila la censura en todo el mundo y defiende a los periodistas, escritores, usuarios de Internet y otras personas perseguidas por ejercer su derecho a la libertad de expresión.
También es miembro del Grupo de Seguimiento de Túnez (TMG) de IFEX, una coalición de veintiuna organizaciones de libertad de expresión que comenzó a presionar al gobierno tunecino para que mejorara su historial de derechos humanos en 2005. Desde los acontecimientos de la Primavera Árabe que llevaron al colapso del gobierno tunecino, el TMG ha trabajado para asegurar las garantías constitucionales de la libertad de expresión y los derechos humanos dentro del país.
El 15 de enero de 2016, PEN International se unió a las organizaciones de derechos humanos Freemuse y la Campaña Internacional por los Derechos Humanos en Irán, junto con otras siete organizaciones, para protestar contra el encarcelamiento en 2013 y la condena en 2015 de los músicos Mehdi Rajabian y Yousef Emadi, y del cineasta Hossein Rajabian, y pidió al jefe del poder judicial y a otras autoridades iraníes que retiraran los cargos contra ellos.
Salil Tripathi es el presidente de este Comité.

## Premios afiliados a PEN
Las diferentes afiliaciones PEN ofrecen muchos premios literarios en un amplio espectro.

## Acta constitutiva del PEN
El PEN se basa en resoluciones aprobadas en sus congresos Internacionales y se puede resumir de la siguiente manera:
La literatura, no tiene fronteras y debe permanecer una divisa común entre la gente, a pesar de los trastornos políticos o internacionales.
En todas las circunstancias, y en particular en tiempos de guerra, las obras de arte y bibliotecas, patrimonio de la humanidad en general, se deben dejar al margen de la pasión política o nacional.
Los Miembros del PEN deben siempre usar cualquier influencia que tienen en favor del buen entendimiento y respeto mutuo entre las naciones. Se comprometen a hacer todo lo posible para disipar la raza, clase, los odios nacionales y para defender el ideal de una humanidad que vive en paz en el mundo.
PEN defiende el principio de transmisión sin trabas del pensamiento dentro de cada nación y entre todas las naciones , y los miembros se comprometen a oponerse a cualquier forma de represión de la libertad de expresión en el país y la comunidad a la que pertenecen , así como en todo el mundo siempre que sea posible.
PEN declara por una prensa libre y se opone a la censura arbitraria en tiempo de paz . Cree que el avance necesario del mundo hacia un orden político y económico más altamente organizado, hace una libre crítica de los gobiernos , administraciones e instituciones imperativas. Y puesto que la libertad implica restricción voluntaria , los miembros se comprometen a oponerse a los males de la libertad de prensa como la publicación mendaz , la falsedad, y la distorsión de los hechos con fines políticos y personales.

## Comité de Escritores Encarcelados de PEN
El Comité de Escritores Encarcelados de PEN (PEN International Writers in Prison Committee) trabaja en nombre de escritores perseguidos en todo el mundo. Fue establecido en 1960 en respuesta al aumento de los intentos de silenciar las voces disidentes, encarcelando a los escritores. El comité de escritores encarcelados supervisa los casos de un máximo de 900 escritores anuales que han sido encarcelados, torturados, amenazados, atacados, desaparecidos, y asesinados simplemente por practicar su profesión pacíficamente.
Se publica una lista de casos de violaciones de expresión en contra de escritores de todo el mundo de manera bianual. El Comité también coordina las campañas de los miembros de PEN Internacional que apuntan hacia un fin a estos ataques contra la libertad de expresión alrededor del mundo.
El Comité es un miembro fundador de Intercambio Internacional por la Libertad de Expresión (International Freedom of Expression Exchange, IFEX), una red mundial de 90 organizaciones no gubernamentales que controla la censura en todo el mundo y defiende a los periodistas, escritores, usuarios de Internet y otros que son perseguidos por ejercer su derecho a la libertad de expresión.
También es miembro de Tunisia Monitoring Group (IFEX-TMG), una coalición de veintiún organizaciones de libre expresión que comenzó a presionar al gobierno de Túnez para mejorar su historial de derechos humanos en 2005. Desde los acontecimientos de la Primavera Árabeque llevaron al colapso del gobierno de Túnez, TMG ha trabajado para asegurar las garantías constitucionales de libertad de expresión y los derechos humanos en el país.

## Memoriales
Un bosquecillo al lado del lago Burley Griffin (Canberra, capital de Australia) forma el monumento PEN Internacional, inaugurado el 17 de noviembre de 1997. La dedicatoria dice: «El espíritu muere en todos aquellos que guardamos silencio ante la tiranía».
Por encargo del PEN Inglés para marcar su 90 aniversario, una escultura de hierro fundido creada por Antony Gormley y titulada Testigo se estrenó el 13 de diciembre de 2011 ante la Biblioteca Británica en Londres. Representa una silla vacía, símbolo utilizado durante treinta años por el PEN Inglés para representar a escritores encarcelados en todo el mundo.

## Miembros notables de PEN Internacional
- Mario Vargas Llosa
- Homero Aridjis
- Carmen Aristegui
- Margaret Atwood[19]
- Heinrich Böll
- María Luisa Bombal
- Susan Sontag
- Jorge Luis Borges
- Gioconda Belli
- J.M. Coetzee
- Joseph Conrad
- Elizabeth Craig
- Nadine Gordimer
- Gloria Guardia
- Robie Macauley
- Thomas Mann
- Predrag Matvejević
- Arthur Miller
- Charles Langbridge Morgan
- Toni Morrison
- Octavio Paz
- Harold Pinter
- J. K. Rowling[20]
- Michael Scammell
- George Bernard Shaw
- William Styron
- Luisa Valenzuela
- H. G. Wells
- John Ralston Saul

## Presidentes de PEN International
| Presidentes PEN International                            | Presidentes PEN International    |
| -------------------------------------------------------- | -------------------------------- |
| John Galsworthy                                          | 1921–1932                        |
| H.G. Wells                                               | 1932–1935                        |
| Jules Romains                                            | 1936–1939                        |
| Denis Saurat, François Mauriac, Thornton Wilder, Hu Shih | 1941–1946                        |
| Maurice Maeterlinck                                      | 1947–1949                        |
| Benedetto Croce                                          | 1949–1953                        |
| Charles Langbridge Morgan                                | 1954–1956                        |
| Andre Chamson                                            | 1957–1959                        |
| Alberto Moravia                                          | 1960–1962                        |
| Victor E. van Vriesland                                  | 1963–1965                        |
| Arthur Miller                                            | 1966–1969                        |
| Pierre Emmanuel                                          | 1970–1971                        |
| Heinrich Böll                                            | 1972–1973                        |
| V.S. Pritchett                                           | 1974–1976                        |
| Mario Vargas Llosa                                       | 1977–1979                        |
| Per Wästberg                                             | 1979–1986                        |
| Francis King                                             | 1986–1989                        |
| René Tavernier                                           | Mayo – noviembre de 1989         |
| Per Wästberg (Interim)                                   | Noviembre de 1989 – mayo de 1990 |
| György Konrád                                            | 1990–1993                        |
| Ronald Harwood                                           | 1993–1997                        |
| Homero Aridjis                                           | 1997–2003                        |
| Jiri Grusa                                               | 2003–2009                        |
| John Ralston Saul                                        | 2009 –2015                       |
| Jennifer Clement                                         | 2015 – 2021                      |
| Burhan Sönmez                                            | 2021 –                           |